# Dennis Andersson
Dennis Andersson (ur. 3 czerwca 1991 w Aveście) – szwedzki żużlowiec.
Trzykrotnie startował w finałach indywidualnych mistrzostw Europy juniorów, w latach 2008 (Stralsund – VII miejsce), 2009 (Tarnów – VII miejsce) i 2010 (Goričan – złoty medal). W 2009 r. zdobył w Holsted tytuł drużynowego wicemistrza Europy juniorów. Trzykrotnie stawał na podium młodzieżowych indywidualnych mistrzostw Szwecji (2009 – srebrny medal, 2010 i 2012 – złote medale). W 2011 r. zadebiutował w turnieju z cyklu Grand Prix, startując jako zawodnik rezerwowy w jednym z biegów turnieju w Szwecji.
W lidze polskiej reprezentant klubów: WTS Wrocław (2009–2012), Stal Rzeszów (2013) oraz Polonia Bydgoszcz (2014).

## Starty w Grand Prix (Indywidualnych Mistrzostwach Świata na żużlu)

### Punkty w poszczególnych zawodachGrand Prix
| Sezon 2011                   |                       |                        |                      |                                |                                 |                                |                      |                                 |                        |                                 |                   |         |         |         |         |         |         |         |         |         |         |         |         |         |         |        |        |        |        |        |        |        |        |        |        |        |        |        |        |        |        |        |        |        |        |        |
| GP Europy – Leszno           | GP Szwecji – Göteborg | GP Czech – Praga       | GP Danii – Kopenhaga | GP Wielkiej Brytanii – Cardiff | GP Włoch – Terenzano            | GP Skandynawii – Målilla       | GP Polski – Toruń    | GP Nordyckie – Vojens           | GP Chorwacji – Gorican | GP Polski – Gorzów Wielkopolski | miejsce           | miejsce | miejsce | miejsce | miejsce | miejsce | miejsce | miejsce | miejsce | miejsce | miejsce | miejsce | miejsce | miejsce | miejsce | punkty | punkty | punkty | punkty | punkty | punkty | punkty | punkty | punkty | punkty | punkty | punkty | punkty | punkty | punkty | punkty | punkty | punkty | punkty | punkty | punkty |
| –                            | 0                     | –                      | –                    | –                              | –                               | –                              | –                    | –                               | –                      | –                               | 27                | 27      | 27      | 27      | 27      | 27      | 27      | 27      | 27      | 27      | 27      | 27      | 27      | 27      | 27      | 0      | 0      | 0      | 0      | 0      | 0      | 0      | 0      | 0      | 0      | 0      | 0      | 0      | 0      | 0      | 0      | 0      | 0      | 0      | 0      | 0      |
| Sezon 2013                   |                       |                        |                      |                                |                                 |                                |                      |                                 |                        |                                 |                   |         |         |         |         |         |         |         |         |         |         |         |         |         |         |        |        |        |        |        |        |        |        |        |        |        |        |        |        |        |        |        |        |        |        |        |
| GP Nowej Zelandii – Auckland | GP Europy – Bydgoszcz | GP Szwecji – Göteborg  | GP Czech – Praga     | GP Wielkiej Brytanii – Cardiff | GP Polski – Gorzów Wielkopolski | GP Danii – Kopenhaga           | GP Włoch – Terenzano | GP Łotwy – Dyneburg             | GP Słowenii – Krško    | GP Skandynawii – Sztokholm      | GP Polski – Toruń | miejsce | miejsce | miejsce | miejsce | miejsce | miejsce | miejsce | miejsce | miejsce | miejsce | miejsce | miejsce | miejsce | miejsce | punkty | punkty | punkty | punkty | punkty | punkty | punkty | punkty | punkty | punkty | punkty | punkty | punkty | punkty |        |        |        |        |        |        |        |
| –                            | –                     | 0                      | –                    | –                              | –                               | –                              | –                    | –                               | –                      | –                               | –                 | 38      | 38      | 38      | 38      | 38      | 38      | 38      | 38      | 38      | 38      | 38      | 38      | 38      | 38      | 0      | 0      | 0      | 0      | 0      | 0      | 0      | 0      | 0      | 0      | 0      | 0      | 0      | 0      |        |        |        |        |        |        |        |
| Sezon 2014                   |                       |                        |                      |                                |                                 |                                |                      |                                 |                        |                                 |                   |         |         |         |         |         |         |         |         |         |         |         |         |         |         |        |        |        |        |        |        |        |        |        |        |        |        |        |        |        |        |        |        |        |        |        |
| GP Nowej Zelandii – Auckland | GP Europy – Bydgoszcz | GP Finlandii – Tampere | GP Czech – Praga     | GP Szwecji – Målilla           | GP Danii – Kopenhaga            | GP Wielkiej Brytanii – Cardiff | GP Łotwy – Dyneburg  | GP Polski – Gorzów Wielkopolski | GP Nordyckie – Vojens  | GP Skandynawii – Sztokholm      | GP Polski – Toruń | miejsce | miejsce | miejsce | miejsce | miejsce | miejsce | miejsce | miejsce | miejsce | miejsce | miejsce | miejsce | miejsce | miejsce | punkty | punkty | punkty | punkty | punkty | punkty | punkty | punkty | punkty | punkty | punkty | punkty | punkty | punkty |        |        |        |        |        |        |        |
| –                            | –                     | –                      | –                    | 0                              | –                               | –                              | –                    | –                               | –                      | –                               | –                 | 36      | 36      | 36      | 36      | 36      | 36      | 36      | 36      | 36      | 36      | 36      | 36      | 36      | 36      | 0      | 0      | 0      | 0      | 0      | 0      | 0      | 0      | 0      | 0      | 0      | 0      | 0      | 0      |        |        |        |        |        |        |        |

| Statystyki        | Statystyki |
| ----------------- | ---------- |
| Starty            | 3          |
| Zwycięstwa        | 0          |
| Miejsca na podium | 0          |
| Finalista         | 0          |
| Punkty            | 0          |